# Liste der Stolpersteine in Utrecht

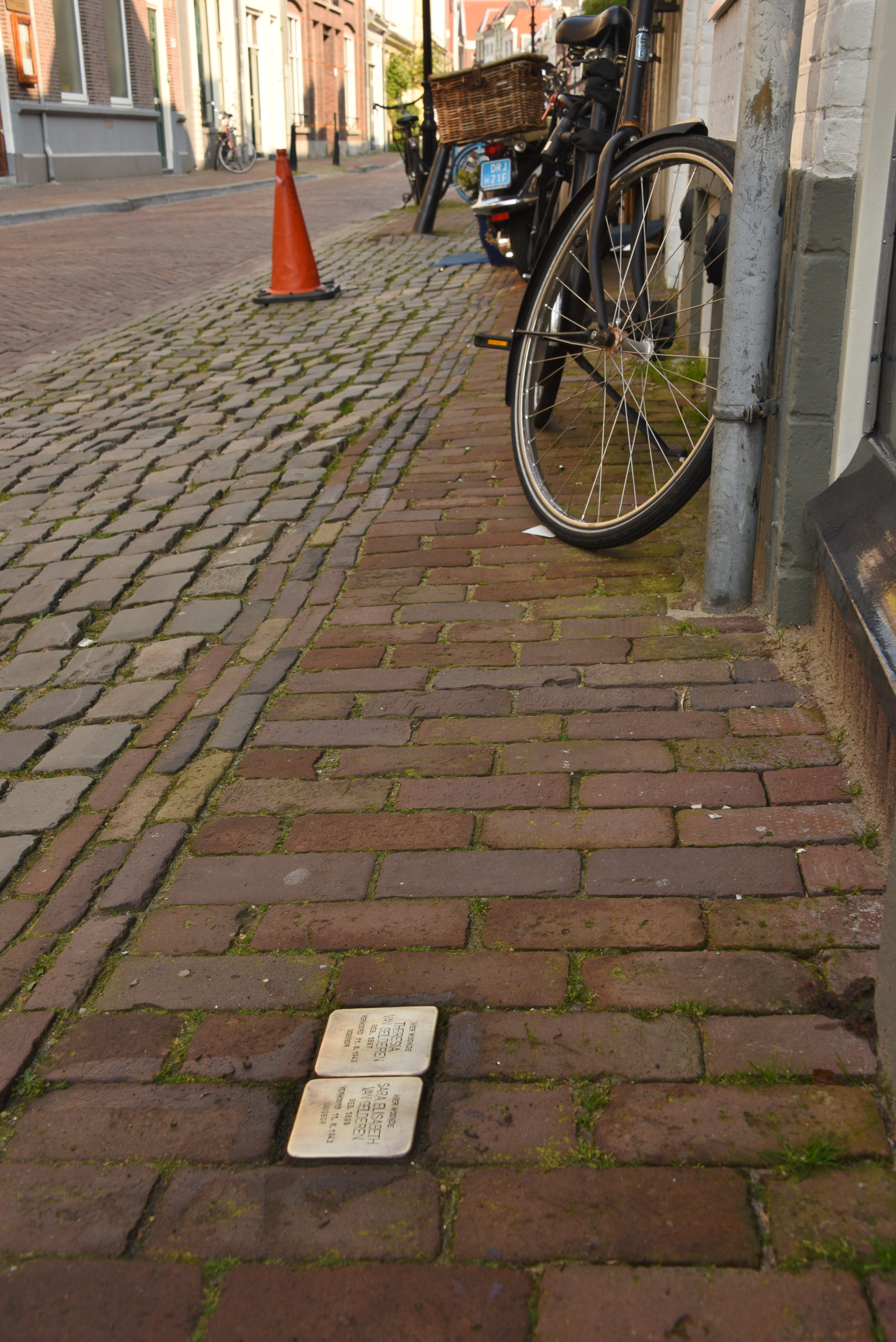
Stolpersteine in Utrecht

Die Liste der Stolpersteine in Utrecht umfasst jene Stolpersteine, die vom deutschen Künstler Gunter Demnig in der niederländischen Stadt Utrecht verlegt wurden. Stolpersteine sind Opfern des Nationalsozialismus gewidmet, all jenen, die vom NS-Regime drangsaliert, deportiert, ermordet, in die Emigration oder in den Suizid getrieben wurden. Demnig verlegt für jedes Opfer einen eigenen Stein, im Regelfall vor dem letzten selbst gewählten Wohnsitz.
Die erste Verlegung in Utrecht erfolgte am 8. April 2010.

## Verlegte Stolpersteine
Diese Liste ist noch nicht vollständig. Sie umfasst derzeit 87 Stolpersteine, deren Verlegung verifiziert wurde.

### Binnenstad
| Stolperstein                                                                              | Übersetzung | Verlegort              | Name, Leben |
| ----------------------------------------------------------------------------------------- | --- | ---------------------- | --- |
|                                                                                           | CENTRAAL ISRAËLITISCH WEESHUIS HIER WOHNTEN UNGEFÄHR 70 KINDER UND DEREN 10 BETREUER DEPORTIERT 1942 NACH WESTERBORK ERMORDET IN AUSCHWITZ UND SOBIBOR MITTELEUROPA | Nieuwegracht 92        | Centraal Israelitisch Weeshuis |
|                                                                                           | HIER WOHNTE KLARA VAN AALS GEB. 1922 ERMORDET 5.2.1943 AUSCHWITZ | Begijnekade 10         | Klara van Aals, genannt Claartje, war die Tochter von Izaak van Aals und Naatje de Leeuw, sie wurde 1922 geboren. Im Dezember 1940 wurde sie als Krankenschwester in Het Apeldoornsche Bosch angestellt, einer psychiatrischen Klinik für jüdische Patienten in der Stadt Apeldoorn in Gelderland. Als die Klinik am 21. Januar 1943 geräumt und die Patienten deportiert wurden, beschloss sie für sich, nicht unterzutauchen. Klara van Aals und eine Gruppe weiterer Mitarbeiter wurden nach Westerbork verschleppt und von dort in das Vernichtungslager Auschwitz deportiert. Sie wurde am 5. Februar 1943 in einer Gaskammer ermordet. 1995 wurden Briefe veröffentlicht, die sie in den Jahren 1940 bis 1943 an ihre Freundin Aagje Kaagman schrieb. |
|                                                                                           | HIER WOHNTE SARA ELISABETH VAN GELDEREN GEB. 1898 ERMORDET 11.6.1943 SOBIBOR                                                                                        | Springweg 138b         | Sara Elisabeth van Gelderen, geboren 1898, war Arbeiterin und ledig, so wie ihre Schwester Theresia. Die beiden konnten nicht untertauchen, weil sie keine finanzielle Rücklagen hatten. 1943 wurden die Schwestern nach Westerbork verschleppt und in der Folge in das Vernichtungslager Sobibor deportiert, wo sie unmittelbar nach der Ankunft in einer Gaskammer ermordet wurden. |
|                                                                                           | HIER WOHNTE THERESIA VAN GELDEREN GEB. 1897 ERMORDET 11.6.1943 SOBIBOR                                                                                              | Springweg 138b         | Theresia van Gelderen, geboren 1897, war die Schwester von Sara Elisabeth van Gelderen. |
|                                                                                           | HIER WOHNTE JENNY VAN GENDERINGEN GEB. 1932 UNTERGETAUCHT 1942 BUSSUM ÜBERLEBT                                                                                      | Servaasbolwerk 11      | Jenny van Genderingen |
| HIER WOHNTE JOZEF VAN GENDERINGEN GEB. 1894 HAUS ENTEIGNET FLUCHT IN DEN TOD 1941 UTRECHT | Servaasbolwerk 11 | Jozef van Genderingen  | |
| HIER WOHNTE LINEKE VAN GENDERINGEN GEB. 1926 UNTERGETAUCHT 1942 KORTENHOEF ÜBERLEBT       | Servaasbolwerk 11 | Lineke van Genderingen | |
| HIER WOHNTE ROOSJE VAN GENDERINGEN GEB. 1902 UNTERGETAUCHT 1942 BUSSUM ÜBERLEBT           | Servaasbolwerk 11 | Roosje van Genderingen | |
|                                                                                           | HIER WOHNTE JOSEPHINA JOOSTEN- GROEN GEB. 1908 DEPORTIERT 1942 AUS WESTERBORK ERMORDET 12.10.1942 AUSCHWITZ                                                         | Schoutenstraat 12      | Josephina Joosten-Groen |
|                                                                                           | HIER WOHNTE ANNA KENTIE- STOPPELMAN GEB. 1906 ERMORDET 6.3.1944 AUSCHWITZ                                                                                           | Breedstraat 1          | Anna Kentie-Stoppelman (1906–1944) |
|                                                                                           | HIER WOHNTE ELLY KOPERBERG GEB. 1897 ERMORDET 14.5.1943 SOBIBOR | Domstraat 5            | Elly Koperberg |
|                                                                                           | HIER WOHNTE KITTIE KOPERBERG GEB. 1892 ERMORDET 14.5.1943 SOBIBOR                                                                                                   | Domstraat 5            | Kitty Koperberg |
|                                                                                           | HIER WOHNTE BERNARD SALOMON THEMANS GEB. 1909 DEPORTIERT 1942 NAAR WESTERBORK ERMORDET 20.3.1943 SOBIBOR                                                            | Nieuwegracht 92        | Bernard Salomon Themans |
|                                                                                           | HIER WOHNTE LEON THEMANS GEB. 1940 DEPORTIERT 1942 NACH WESTERBORK ERMORDET 20.3.1943 SOBIBOR                                                                       | Nieuwegracht 92        | Leon Themans |
|                                                                                           | HIER WOHNTE SONJA THEMANS GEB. 1938 DEPORTIERT 1942 NACH WESTERBORK ERMORDET 20.3.1943 SOBIBOR                                                                      | Nieuwegracht 92        | Sonja Themans |
|                                                                                           | HIER WOHNTE JUDIK THEMANS- SIMONS GEB. 1904 DEPORTIERT 1942 NACH WESTERBORK ERMORDET 20.3.1943 SOBIBOR                                                              | Nieuwegracht 92        | Judik Themans-Simons, auch Judikje, war 1928 Reserveturnerin der niederländischen Nationalmannschaft bei den Olympischen Sommerspielen von Amsterdam. |

### Noordoost
| Stolperstein | Übersetzung                                                             | Verlegort           | Name, Leben                  |
| ------------ | ----------------------------------------------------------------------- | ------------------- | ---------------------------- |
|              | HIER WOHNTE HERMAN ANDRIESSE GEB. 1892 ERMORDET 24.2.1945 BERGEN-BELSEN | Van Speijkstraat 12 | Herman Andriesse (1892–1945) |

### Oost
| Stolperstein | Übersetzung                                                                                                | Verlegort              | Name, Leben                              |
| ------------ | --- | ---------------------- | ---------------------------------------- |
|              | HIER WOHNTE KAROLINE VAN BIEMA GEB. 1881 ERMORDET 31.8.1942 AUSCHWITZ                                      | Wolter Heukelslaan 62  | Karoline van Biema                       |
|              | HIER WOHNTE LUDMILLA FALK-ELKAN GEB. 1878 ERMORDET 31.8.1942 AUSCHWITZ                                     | Wolter Heukelslaan 62  | Ludmilla Falk-Elkan                      |
|              | HIER WOHNTE MARTIN ANDRIES- DE JONG GEB. 1890 DEPORTIERT 1942 AUS WESTERBORK ERMORDET 19.10.1942 AUSCHWITZ | Maliesingel 36         | Martin Andries de Jong                   |
|              | HIER WOHNTE LEENDERT TINUS- DE JONG GEB. 1919 DEPORTIERT 1942 AUS WESTERBORK ERMORDET 15.12.1942 AUSCHWITZ | Maliesingel 36         | Leendert Tinus de Jong                   |
|              | HIER WOHNTE GEERTRUIDA VAN LIER GEB. 1921 ERMORDET 27.10.1943 SACHSENHAUSEN                                | Prins Hendriklaan 50a  | Geertruida van Lier, auch Truus van Lier |
|              | HIER WOHNTE LION MAURITS MEIJERS GEB. 1908 ERMORDET 30.9.1944 MITTELEUROPA                                 | Paulus Potterstraat 31 | Lion Maurits Meijers                     |
|              | HIER WOHNTE RENÉE MEIJERS- WITTEBOON GEB. 1913 ERMORDET 15.10.1944 AUSCHWITZ                               | Paulus Potterstraat 31 | Renée Meijers-Witteboon                  |
|              | HIER WOHNTE MARTIN NATHANSOHN GEB. 1874 ERMORDET 21.9.1942 AUSCHWITZ                                       | Stadhouderslaan 85     | Martin Nathanson                         |
|              | HIER WOHNTE ALICE FRIEDA NATHANSOHN- FRIEDBERG GEB. 1880 ERMORDET 21.9.1942 AUSCHWITZ                      | Stadhouderslaan 85     | Alice Frieda Nathanson-Friedberg         |
|              | HIER WOHNTE HELENE SCHULAY GEB. 1882 ERMORDET 28.5.1943 SOBIBOR                                            | Paulus Potterstraat 31 | Helene Schulay                           |
|              | HIER WOHNTE SIGMUND LOUIS SIMONS COHEN GEB. 1890 ERMORDET 30.9.1942 AUSCHWITZ                              | Mauritsstraat 93       | Sigmund Louis Simons Cohen               |
|              | HIER WOHNTE ELISABETH SIMONS COHEN- ALTER GEB. 1899 ERMORDET 30.9.1942 AUSCHWITZ                           | Mauritsstraat 93       | Elisabeth Simons Cohen-Alter             |
|              | HIER WOHNTE BETSY WOLFF- GERSONS GEB. 1889 ERMORDET 9.3.1945 BERGEN-BELSEN                                 | Stadhouderslaan 51     | Betsy Wolff-Gersons                      |
|              | HIER WOHNTE ERNST WOLFF GEB. 1919 ERMORDET 3.3.1945 BERGEN-BELSEN                                          | Stadhouderslaan 51     | Ernst Wolff                              |
|              | HIER WOHNTE JULIUS WOLFF GEB. 1882 ERMORDET 8.2.1945 BERGEN-BELSEN                                         | Stadhouderslaan 51     | Jules Wolff                              |

### West
Im Stadtteil Oog in Aal sollen 46 Stolpersteine verlegt worden sein, acht im Jahre 2018, 24 im Jahr 2020 und 14 im Jahr 2021.
| Stolperstein | Übersetzung | Verlegort               | Name, Leben |
| ------------ | --- | ----------------------- | --- |
|              | HIER WOHNTE BELLA BRESLAUER- WEIHSMANN GEB. 1907 DEPORTIERT 1944 AUS WESTERBORK ERMORDET 21.10.1944 AUSCHWITZ                     | Petrarcalaan 59         | Bella Breslauer-Weihsmann war die Ehefrau von Rudolf Breslauer. |
|              | HIER WOHNTE MAX MICHAEL BRESLAUER GEB. 1936 DEPORTIERT 1944 AUS WESTERBORK ERMORDET 21.10.1944 AUSCHWITZ                          | Petrarcalaan 59         | Max Michael Breslauer, geboren 1936, genannt Mischa, war ein Sohn von Rudolf Breslauer und Bella geb. Weihsmann. |
|              | HIER WOHNTE RUDOLF WERNER BRESLAUER GEB. 1903 DEPORTIERT 1944 UIT WESTERBORK AUSCHWITZ ERMORDET 1945 MITTELEUROPA                 | Petrarcalaan 59         | Rudolf Breslauer war ein deutscher Fotograf und Kameramann jüdischer Abstammung. Er flüchtete mit Frau und Kindern aus Hitlerdeutschland und baute sich in Utrecht eine neue Existenz auf. 1942 wurde er verhaftet und in das Durchgangslager Westerbork verschleppt.                                          |
|              | HIER WOHNTE STEFAN BRESLAUER GEB. 1931 DEPORTIERT 1944 AUS WESTERBORK ERMORDET 21.10.1944 AUSCHWITZ                               | Petrarcalaan 59         | Stefan Breslauer, geboren 1931, war ein Sohn von Rudolf Breslauer und Bella geb. Weihsmann. |
|              | HIER WOHNTE URSULA BRESLAUER GEB. 1928 DEPORTIERT 1944 AUS WESTERBORK AUSCHWITZ BEFREIT                                           | Petrarcalaan 59         | Ursula Breslauer, geboren 1931, war eine Tochter von Rudolf Breslauer und Bella geb. Weihsmann. Sie war die einzige ihrer Familie, die Deportation und KZ-Haft überleben konnte. Ihre Eltern und ihre Brüder wurden im Vernichtungslager Auschwitz ermordet. Sie lebt unter dem Namen Chanita Mozes in Israel. |
|              | HIER WOHNTE ALIE COURLANDER- NORDEN GEB. 1874 DEPORTIERT 1942 AUS WESTERBORK THERESIENSTADT ERMORDET 11.12.1942 AUSCHWITZ         | Franz Schubertstraat 85 | Alie Courlander-Norden wurde am 7. September 1874 in Groningen geboren. Sie war mit Hartog Courlander verheiratet. |
|              | HIER WOHNTE HARTOG COURLANDER GEB. 1875 DEPORTIERT 1942 AUS WESTERBORK THERESIENSTADT ERMORDET 11.12.1942 AUSCHWITZ               | Franz Schubertstraat 85 | Hartog Courlander |
|              | HIER WOHNTE JAQUELINE VAN EMDEN GEB. 1940 ERMORDET 5.3.1943 SOBIBOR                                                               | Johan Winnubstlaan 1    | Jacqueline van Emden |
|              | HIER WOHNTE LEO VAN EMDEN GEB. 1915 ERMORDET 5.3.1943 SOBIBOR                                                                     | Johan Winnubstlaan 1    | Leo van Emden |
|              | HIER WOHNTE JOSETTE VAN EMDEN-MARX GEB. 1916 ERMORDET 5.3.1943 SOBIBOR                                                            | Johan Winnubstlaan 1    | Josette van Emden-Marx |
|              | HIER WOHNTE NATHAN FLEISCHMANN GEB. 1874 DEPORTIERT 1944 AUS WESTERBORK ERMORDET 28.5.1944 THERESIENSTADT                         | Händelstraat 48         | Nathan Schweitzer |
|              | HIER WOHNTE SIEGFRIED FLEISCHMANN GEB. 1905 INTERNIERT 1943 VUGHT GESTORBEN 21.1.1943                                             | Händelstraat 48         | Siegfried Schweitzer |
|              | HIER WOHNTE SALOMON GOLDSTEEN GEB. 1873 ERMORDET 31.8.1942 AUSCHWITZ                                                              | Kanaalweg 106           | Salomon Goldsteen |
|              | HIER WOHNTE MARIANNE GOLDSTEEN-SWAAB GEB. 1879 ERMORDET 31.8.1942 AUSCHWITZ                                                       | Kanaalweg 106           | Marianne Goldsteen-Swaab |
|              | HIER WOHNTE BENJAMIN VAN DER HAL GEB. 1935 INTERNIERT VUGHT DEPORTIERT 1943 AUS WESTERBORK ERMORDET 11.6.1943 SOBIBOR             | Petrarcalaan 73         | Benjamin van der Hal |
|              | HIER WOHNTE GERARD VAN DER HAL GEB. 1909 INTERNIERT VUGHT DEPORTIERT 1943 AUS WESTERBORK ERMORDET 11.6.1943 SOBIBOR               | Petrarcalaan 73         | Gerard van der Hal |
|              | HIER WOHNTE KLAARTJE VAN DER HAL-WALG GEB. 1912 INTERNIERT VUGHT DEPORTIERT 1943 AUS WESTERBORK ERMORDET 11.6.1943 SOBIBOR        | Petrarcalaan 73         | Klaartje van der Hal-Walg |
|              | HIER WOHNTE SIMON JACOB GEB. 1877 DEPORTIERT 1943 AUS WESTERBORK ERMORDET 5.3.1943 SOBIBOR                                        | Petrarcalaan 65         | Simon Jacob |
|              | HIER WOHNTE ALBERT DE JONG GEB. 1923 DEPORTIERT 1943 AUS WESTERBORK ERMORDET 11.6.1943 SOBIBOR                                    | Moliërelaan 8           | Albert de Jong |
|              | HIER WOHNTE ERICH KRAMER GEB. 1893 DEPORTIERT 1944 AUS WESTERBORK THERESIENSTADT ERMORDET 3.1.1945 AUSCHWITZ                      | Chopinstraat 25         | Erich Kramer |
|              | HIER WOHNTE WALTER KRAMER GEB. 1929 DEPORTIERT 1944 AUS WESTERBORK THERESIENSTADT ERMORDET 3.10.1944 AUSCHWITZ                    | Chopinstraat 25         | Walter Kramer |
|              | HIER WOHNTE BENJAMIN VAN LEEUWEN GEB. 1904 ERMORDET 9.7.1943 SOBIBOR                                                              | Dantelaan 71            | Benjamin van Leeuwen |
|              | HIER WOHNTE FROUKJE VAN LEEUWEN GEB. 1930 ERMORDET 11.6.1943 SOBIBOR                                                              | Dantelaan 71            | Froukje van Leeuwen |
|              | HIER WOHNTE ANNA SOPHIE VAN LEEUWEN- BARENTS GEB. 1906 ERMORDET 11.6.1943 SOBIBOR                                                 | Dantelaan 71            | Anna Sophie van Leeuwen-Barents |
|              | HIER WOHNTE MARTHA LEWY-FLATOW GEB. 1867 DEPORTIERT 1942 AUS WESTERBORK ERMORDET 31.8.1942 AUSCHWITZ                              | Mendelssohnstraat 49    | Martha Lewy-Flatow |
|              | HIER WOHNTE GERHARD LOEWE GEB. 1929 DEPORTIERT 1944 AUS WESTERBORK THERESIENSTADT ERMORDET 23.10.1944 AUSCHWITZ                   | Kanaalweg 119           | Gerhard Loewe |
|              | HIER WOHNTE MAX LOEWE GEB. 1894 DEPORTIERT 1944 AUS WESTERBORK THERESIENSTADT GESTORBEN 28.2.1945 AUSCHWITZ                       | Kanaalweg 119           | Max Loewe |
|              | HIER WOHNTE LOTTE LOEWE- GROSSMANN GEB. 1903 DEPORTIERT 1944 AUS WESTERBORK THERESIENSTADT ERMORDET 25.10.1944 AUSCHWITZ          | Kanaalweg 119           | Lotte Loewe-Grossmann |
|              | HIER WOHNTE JOHANNA SARA NATHAN-LEWY GEB. 1902 DEPORTIERT 1942 AUS WESTERBORK ERMORDET 31.8.1942 AUSCHWITZ                        | Mendelssohnstraat 49    | Johanna Sara Nathan-Lewy |
|              | HIER WOHNTE KLAAS POSTMA GEB. 1904 VERHAFTET 25.8.1943 ORANJEHOTEL SCHEVENINGEN ERMORDET 29.2.1944 WAALSDORPERVLAKTE BEI DEN HAAG | Franz Schubertstraat 37 | Klaas Postma |
|              | HIER WOHNTE DANIEL RICARDO GEB. 1875 ERMORDET 30.10.1944 AUSCHWITZ                                                                | Lessinglaan 14          | Daniel Ricardo |
|              | HIER WOHNTE ROSA RICARDO- VAS NUNES GEB. 1881 ERMORDET 30.10.1944 AUSCHWITZ                                                       | Lessinglaan 14          | Rosa Ricardo-Vas Nunes |
|              | HIER WOHNTE ALFRED ROSENBERG GEB. 1903 GESTORBEN 31.5.1945 WÜSTEGIERSDORF                                                         | Kanaalweg 136           | Alfred Rosenberg |
|              | HIER WOHNTE HANS ROSENBERG GEB. 1938 ERMORDET 23.7.1943 SOBIBOR                                                                   | Kanaalweg 136           | Hans Rosenberg |
|              | HIER WOHNTE JEANNE ROSENBERG-WOLFF GEB. 1905 ERMORDET 23.7.1943 SOBIBOR                                                           | Kanaalweg 136           | Jeanne Rosenberg-Wolff |
|              | HIER WOHNTE FANNY SCHWEITZER- FLEISCHMANN GEB. 1855 DEPORTIERT 1943 AUS WESTERBORK ERMORDET 11.6.1943 SOBIBOR                     | Händelstraat 48         | Fanny Schweitzer-Fleischmann |
|              | HIER WOHNTE ERNST SELIGSBERGER GEB. 1919 DEPORTIERT 1942 AUS WESTERBORK ERMORDET 30.9.1942 AUSCHWITZ                              | Petrarcalaan 77         | Ernst Seligsberger |
|              | HIER WOHNTE SIGMUND SELIGSBERGER GEB. 1875 DEPORTIERT 1943 AUS WESTERBORK ERMORDET 21.5.1943 SOBIBOR                              | Petrarcalaan 77         | Sigmund Seligsberger |
|              | HIER WOHNTE SARA SELIGSBERGER- WOLFF GEB. 1885 DEPORTIERT 1943 AUS WESTERBORK ERMORDET 21.5.1943 SOBIBOR                          | Petrarcalaan 77         | Sara Seligsberger-Wolff |
|              | HIER WOHNTE ELSA STERN GEB. 1908 DEPORTIERT 1943 AUS WESTERBORK ERMORDET 10.9.1943 AUSCHWITZ                                      | Petrarcalaan 65         | Elsa Stern |
|              | HIER WOHNTE ELLEN WILHELMINA ULLMANN GEB. 1939 DEPORTIERT 1944 AUS WESTERBORK ERMORDET 8.10.1944 AUSCHWITZ                        | Händelstraat 48         | Ellen Wilhelmina Ullmann |
|              | HIER WOHNTE ERNST ULLMANN GEB. 1904 DEPORTIERT 1943 AUS WESTERBORK AUSCHWITZ BEFREIT                                              | Händelstraat 48         | Ernst Ullmann |
|              | HIER WOHNTE EDITH ULLMANN- FLEISCHMANN GEB. 1912 DEPORTIERT 1944 AUS WESTERBORK ERMORDET 9.10.1944 AUSCHWITZ                      | Händelstraat 48         | Edith Ullmann-Fleischmann |
|              | HIER WOHNTE SOPHIE DE VRIES-DE JONG GEB. 1918 DEPORTIERT AUS WESTERBORK BERGEN-BELSEN GESTORBEN 28.5.1945 TRÖBITZ                 | Moliërelaan 8           | Sophie de Vries-de Jong |

### Zuid
| Stolperstein | Übersetzung                                                                                                   | Verlegort     | Name, Leben  |
| ------------ | --- | ------------- | ------------ |
|              | HIER WOHNTE LOUIS BOUMAN GEB. 1903 VERHAFTET 4.10.1943 DEPORTIERT 1943 AUS VUCHT ERMORDET 31.1.1944 AUSCHWITZ | Julianaweg 22 | Louis Bouman |

### Zuidwest
| Stolperstein | Übersetzung                                                                 | Verlegort             | Name, Leben              |
| ------------ | --------------------------------------------------------------------------- | --------------------- | ------------------------ |
|              | HIER WOHNTE KLARA CHAJA ELLENBERG GEB. 1897 ERMORDET 22.5.1944 AUSCHWITZ    | Van der Goesstraat 6  | Klara Chaja Ellenberg    |
|              | HIER WOHNTE ABRAHAM MEIJER HAMBURGER GEB. 1918 ERMORDET 12.8.1942 AUSCHWITZ | Van der Goesstraat 74 | Abraham Meijer Hamburger |
|              | HIER WOHNTE ANNA HAMBURGER-ROODFELD GEB. 1891 ERMORDET 8.10.1942 AUSCHWITZ  | Van der Goesstraat 74 | Anna Hamburger-Roodfeld  |
|              | HIER WOHNTE JONAS HAMBURGER GEB. 1920 ERMORDET 31.8.1943 Mitte - Europa     | Van der Goesstraat 74 | Jonas Hamburger          |
|              | HIER WOHNTE MEIJER HAMBURGER GEB. 1891 ERMORDET 8.10.1942 AUSCHWITZ         | Van der Goesstraat 74 | Meijer Hamburger         |
|              | HIER WOHNTE ALEXANDER VAN TIJN GEB. 1902 ERMORDET 7.5.1943 SOBIBOR          | Bolksbeekstraat 22A   | Alexander van Tijn       |
|              | HIER WOHNTE ALIDA DE VRIES GEB. 1924 ERMORDET 30.9.1942 AUSCHWITZ           | Huygensstraat 24      | Alida de Vries           |
|              | HIER WOHNTE JACOB DE VRIES GEB. 1882 ERMORDET 30.9.1942 AUSCHWITZ           | Huygensstraat 24      | Jacob de Vries           |
|              | HIER WOHNTE KLARA DE VRIES-NORDEN GEB. 1893 ERMORDET 30.9.1942 AUSCHWITZ    | Huygensstraat 24      | Klara de Vries-Norden    |
|              | HIER WOHNTE SARA DE VRIES GEB. 1922 ERMORDET 30.9.1942 AUSCHWITZ            | Huygensstraat 24      | Sara de Vries            |

## Verlegedaten
- 8. April 2010
- 28. April 2011
- 15. Februar 2017
- 23. April 2018
- 6. Oktober 2019[37]
- 24. Mai 2020
- 15. April 2021: 14 Stolpersteine in Oog in Al

## Nachweise
1. 1 2 3 4 5 6 7 8 9 10 11 12 13 14 15  DUIC 4 mei 2018: Met Stolpersteinen worden Utrechtse slachtoffers van Tweede Wereldoorlog niet vergeten
2. ↑  Stichting Merkaz: "Geschiedenis"
3. ↑  Frans Crone, Voorbijgaand verblijf. Joodse weeskinderen in oorlogstijd (De Prom, Amsterdam 2005).
4. ↑  Zie ook Centraal Israëlitisch Weeshuis op het Joods Monument
5. ↑  Claartje van Aals op het Joods monument
6. ↑  Sara Elisabeth van Gelderen op het Joods monument
7. ↑  Theresia van gelderen op het Joods monument
8. ↑  Misjpoge 22 (2009) nr 1: Josephina Joosten-Groen
9. ↑  Ad 24 April 2010: Een steentje voor Fien Groen
10. ↑  Josephina Joosten-Groen op het Joods monument
11. ↑  Joods Monument: [Anna Kentie-Stoppelman], abgerufen am 26. April 2022
12. ↑  stolpersteine.app: https://map.stolpersteine.app/nl/utrecht/locaties/breedstraat-1 Breedstraat 1, abgerufen am 26. April 2022
13. ↑  Catharina Helmina Koperberg op het Joods monument
14. ↑  Bernard Salomon Themans op het Joods monument
15. ↑  Leon Themans op het Joods monument
16. ↑  Sonja Themans op het Joods monument
17. ↑  Judikje Themans-Simons op het Joods monument
18. ↑  Joods Monument: Herman Andriesse, abgerufen am 25. April 2022
19. 1 2  Ad 30 april 2011: Een steen voor opa De Jong
20. ↑  Biografie van Martin Andries de Jong door zijn kleinzoon
21. ↑  Martin Andries de Jong op het Joods monument
22. ↑  Leendert Tinus de Jong op het Joods monument
23. ↑  Gemeente Utrecht: Onthulling Stolpersteine Mauritsstraat, Toespraak burgemeester Jan van Zanen, Mauritsstraat, 6. Oktober 2019
24. ↑  St. Bonifatiuscollege: Utrecht is 42 struikelstenen rijker dankzij Boni, 2020 04 11
25. ↑  Betsy Wolff-Gersons op het Joods monument
26. ↑  Ernst Wolff op het Joods monument
27. ↑  Julius Wolff op het Joods monument
28. ↑  DUIC: 14 nieuwe Stolpersteine in Utrechtse wijk Oog in Al, 15. April 2021
29. ↑  Bella Breslauer-Weihsmann op het Joods monument
30. ↑  Mischa Breslauer op het Joods monument
31. ↑  Rudof Breslauer op het Joods monument
32. ↑  Stefan Breslauer op het Joods monument
33. ↑  Nationaal Comité 4 en 5 mei: Utrecht is acht Struikelstenen rijker (Memento des Originals vom 25. Februar 2021 im Internet Archive)  Info: Der Archivlink wurde automatisch eingesetzt und noch nicht geprüft. Bitte prüfe Original- und Archivlink gemäß Anleitung und entferne dann diesen Hinweis.
34. ↑  Ursula Breslauer op het Joods monument
35. ↑  Alie Courlander-Norden op het Joods monument
36. ↑  Hartog Courlander op het Joods monument
37. ↑  Struikelsteentjes alsnog geplaatst in Oog in Al, abgerufen am 13. November 2021

- Karte mit allen Koordinaten:
- OSM |
- WikiMap